# Ríf
Ríf (berbersky ⴰⵔⵉⴼ, arabsky السحل او الريف‎) je pohoří a oblast v severním Maroku. Nejedná se o součást pohoří Atlas, ale o zámořské prodloužení španělské Betické Kordillery.
V pohoří se produkuje konopí, ze kterého pochází kolem 70% evropské spotřeby hašiše. Zároveň produkce pokrývá přibližně 40% celosvětové poptávky. Produkce hašiše probíhá na 90% zemědělské půdy.

## Geografie
Pohoří se táhne v délce asi 300 km od mysu Spartel a města Tangeru na západě až k řece Mulúja na východě, na severu sahá až k Středozemnímu respektive k Alboránskému moři.
Mezi jeho vrcholy patří Džebel Músá (Mojžíšova hora) na pobřeží Gibraltarského průlivu, která bývá považována za jižní z Herkulových sloupů. Nejvyšším vrcholem je hora Tidighin vysoká 2456 m. V oblasti pohoří se nacházejí dva národní parky – Talassemtane a Al-Hoceima.